# Warren Tay
 (janvier 2022).
Si vous disposez d'ouvrages ou d'articles de référence ou si vous connaissez des sites web de qualité traitant du thème abordé ici, merci de compléter l'article en donnant les références utiles à sa vérifiabilité et en les liant à la section « Notes et références ».
Warren Tay (1843-1927) était un ophtalmologiste britannique qui fut le premier en 1881 à décrire la tache rouge sur la rétine de l'œil, observée dans la maladie de Tay-Sachs qui lui doit une partie de son nom.